# Shin Ha-kyun
Shin Ha-kyun (hangul: 신하균; hanja: 申河均; rr: Sin Ha-gyun; MR: Sin Hagyun; Seul, 30 de maio de 1974) é um ator sul-coreano. Ele é conhecido por seus papéis nas séries de televisão Brain (2011), Soul Mechanic (2020), Beyond Evil (2021) e nos filmes Joint Security Area (2000), Sympathy for Mr. Vengeance (2002), Save the Green Planet! (2003), Welcome to Dongmakgol (2005), Empire of Lust (2015) e Less Than Evil (2019).

## Carreira
Shin Ha-kyun primeiro treinou como ator de teatro no Instituto de Artes de Seul antes de atuar em várias peças de Jang Jin. Shin foi escalado para o primeiro filme de Jang, The Happenings, e desde então apareceu em quase todos os longas-metragens desse diretor. Impressionado com suas habilidades de atuação, o diretor Kim Jee-woon o escalou para papéis menores em The Foul King e seu curta-metragem de 30 minutos para internet, Coming Out.
Shin se tornou uma super estrela pela primeira vez com seu papel como um jovem soldado da Coreia do Norte em Joint Security Area, filme de grande sucesso de Park Chan-wook do ano 2000. Ele angariou uma enorme legião de fãs, também junto com sua co-estrela Won Bin, que lhe rendeu seu próximo papel no filme Guns & Talks, outro blockbuster sul-coreano.
No aclamado filme de Park Chan-wook de 2002, Sympathy for Mr. Vengeance, Shin interpretou um homem surdo. Em Save the Green Planet! (2003), de Jang Joon-hwan, Shin interpretou um homem mentalmente desequilibrado que acredita que alienígenas estão planejando invadir a Terra.
Destacam-se também as atuações de Shin em dois filmes ambientados durante a Guerra da Coréia: Welcome to Dongmakgol, uma comédia dramática que se passa em uma pequena vila montanhosa, e The Front Line, uma história angustiante de soldados lutando em uma pequena colina bombardeada que muda regularmente de controle. Seus outros papéis no cinema incluem: um homem com deficiente em My Brother, um carteiro rural em A Letter From Mars, um suspeito sob interrogatório em Murder, Take One, um assassino de aluguel excêntrico em No Mercy for the Rude, um artista que faz uma aposta indevida em The Devil's Game, um marido traído em Thirst, um policial em Foxy Festival, e um professor de música tendo um caso em Cafe Noir.
Atuando, principalmente, no cinema, a primeira série de TV de Shin foi Good Person, de 2003, na MBC. Em 2010 voltou à televisão com Golden House. Sua interpretação de um neurocirurgião frio e ambicioso no drama médico de 2011, Brain, rendeu-lhe mais popularidade. Por sua atuação em Brain, ele ganhou o Grande Prêmio ("Daesang") no KBS Drama Awards de 2011.
Em 2013, Shin foi protagonista da série de comédia romântica, All About My Romance, que gira em torno de dois legisladores de partidos políticos rivais que se apaixonam, isso foi seguido pelo filme de ação Running Man, onde interpretou um homem normal forçado a se tornar um fugitivo depois de ser acusado de assassinato.

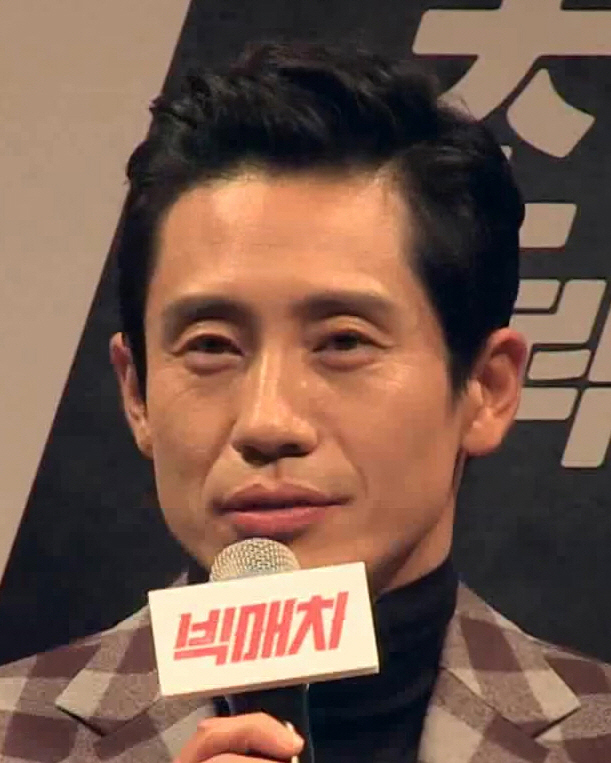
Shin em 2014

Shin interpretou um idoso de 70 anos cujo corpo magicamente volta aos trinta anos na série de comédia romântica de 2014, Mr. Back. Em seguida, Shin atuou como um vilão e gênio do mal no thriller de ação, Big Match. Em 2015, ele protagonizou seu primeiro filme de época com Empire of Lust, interpretando um ilustre almirante da récem-fundada dinastia Joseon.
Em 2016, Shin estrelou o drama policial, Piped Piper (2016), interpretando um negociador. Shin estrelou o filme de comédia Detour, logo em seguida participou do thriller de comédia Room No.7. Ele também desempenhou um papel coadjuvante no filme de ação The Villainess, coestrelado por Kim Ok-bin.
Já em 2018, Shin estrelou o filme de comédia romântica What a Man Wants. Ainda no mesmo ano, atuou no filme de comédia Inseparable Bros. Ele voltou à televisão no remake coreano do drama policial britânico, Luther.
Em 2020, Shin estrelou no drama médico, Soul Mechanic.
Em 2021, Shin estrelou o drama de suspense, Beyond Evil, como um policial impulsivo e excêntrico. Seu desempenho lhe rendeu o prêmio de Melhor Ator - Televisão no Baeksang Arts Awards de 2021.
Em 2022, ele apareceu no filme de suspense e mistério, Anchor, e na sitcom Unicorn, do Coupang Play.

## Vida pessoal
Sua sobrinha, Park Eun-young, é ex-membro do girl group sul-coreano, Brave Girls.
Shin e a atriz Kim Go-eun estiveram em um relacionamento de 2016 a 2017.

## Filmografia

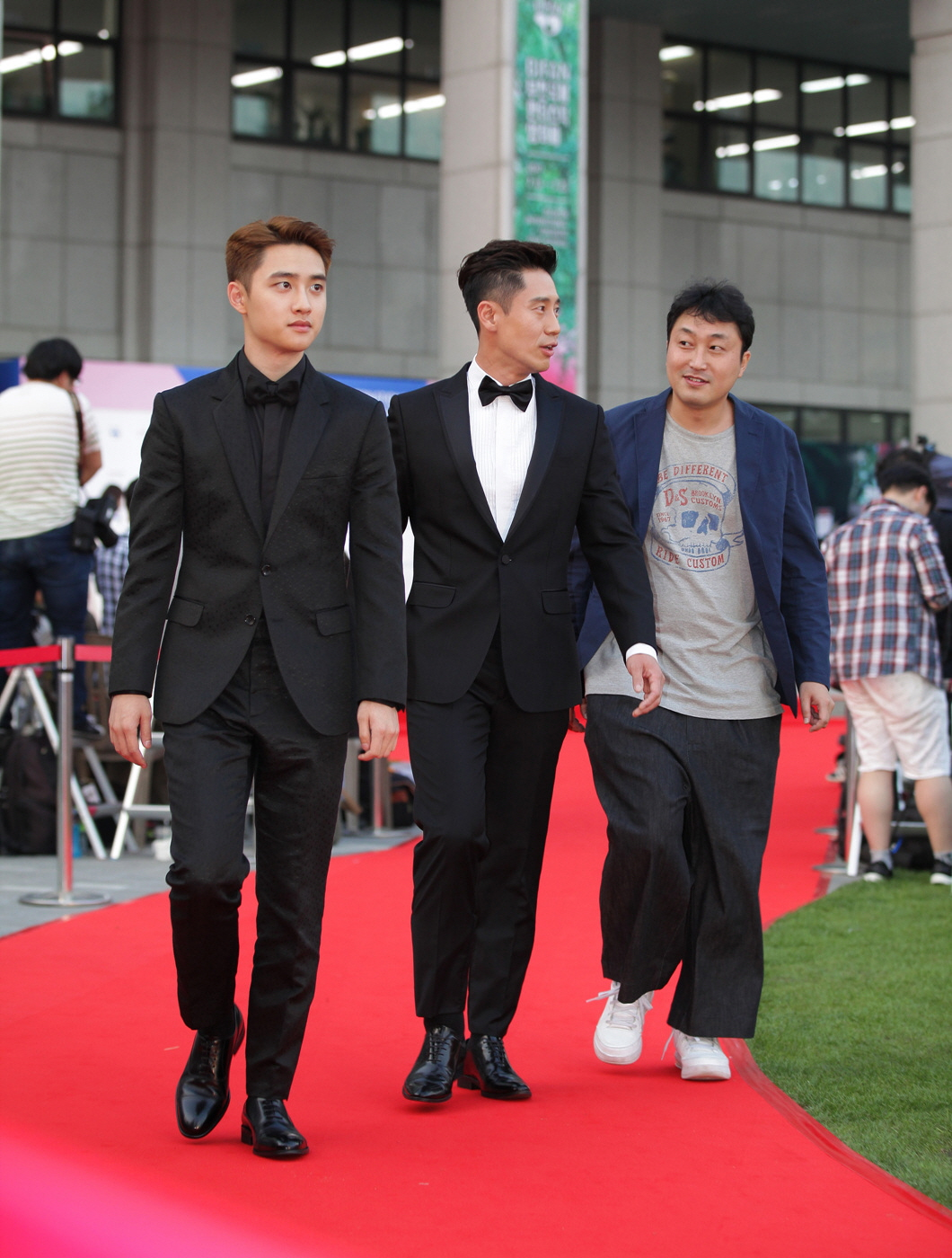
Shin (centro) no tapete vermelho do Festival Internacional de Cinema Fantástico de Bucheon, em 2017

### Filmes
| Ano  | Título                     | Papel                   | Notas | Ref.   |
| ---- | -------------------------- | ----------------------- | ----- | ------ |
| 1998 | The Happenings             | Kim Choo-rak            |       |        |
| 1999 | The Spy                    | Oh Woo-yeol             |       |        |
| 2000 | The Foul King              | Valentão                |       |        |
| 2000 | Coming Out                 | Jae-min                 |       |        |
| 2000 | Joint Security Area        | Jung Woo-jin            |       |        |
| 2001 | Guns & Talks               | Jung-woo                |       |        |
| 2002 | Sympathy for Mr. Vengeance | Ryu                     |       |        |
| 2002 | Surprise                   | Kim Jung-woo            |       |        |
| 2003 | Save the Green Planet!     | Lee Byung-gu            |       |        |
| 2003 | A Man Who Went to Mars     | Lee Seung-jae           |       |        |
| 2004 | My Brother                 | Kim Sung-hyun           |       |        |
| 2004 | Hair                       | Kang Woon-do            |       |        |
| 2005 | Lady Vengeance             | Assassino contratado #2 |       |        |
| 2005 | Welcome to Dongmakgol      | Pyo Hyun-chul           |       |        |
| 2005 | Murder, Take One           | Kim Young-hoon          |       |        |
| 2006 | No Mercy for the Rude      | Killa                   |       |        |
| 2007 | My Son                     | Tio Ganso               | Voz   |        |
| 2008 | The Devil's Game           | Min Hee-do              |       |        |
| 2009 | Thirst                     | Kang-woo                |       |        |
| 2010 | The Quiz Show Scandal      | Ph.D.                   |       |        |
| 2010 | Foxy Festival              | Kwak Jang-bae           |       |        |
| 2010 | Cafe Noir                  | Young-soo               |       |        |
| 2011 | The Front Line             | Kang Eun-pyo            |       |        |
| 2012 | The Thieves                | Lee Ha-cheol            |       |        |
| 2013 | Running Man                | Cha Jong-woo            |       |        |
| 2014 | Big Match                  | Ace                     |       |        |
| 2015 | Empire of Lust             | Kim Min-jae             |       |        |
| 2016 | Detour                     | Joong-pil               |       |        |
| 2017 | The Villainess             | Joong-sang              |       |        |
| 2017 | Room No.7                  | Doo-shik                |       |        |
| 2018 | What a Man Wants           | Bong-soo                |       |        |
| 2019 | Extreme Job                | Lee Moo-bae             |       |        |
| 2019 | Inseparable Bros           | Kang Se-ha              |       |        |
| 2019 | Present                    | Sang-goo                |       | [ 50 ] |
| 2020 | Mr. Zoo: The Missing VIP   | Ali                     | Voz   |        |
| 2022 | Anchor                     | In-ho                   |       | [ 51 ] |

### Séries de televisão
| Ano       | Título               | Papel                          | Notas | Ref.   |
| --------- | -------------------- | ------------------------------ | ----- | ------ |
| 2003      | Good Person          | Park Joon-pil                  |       |        |
| 2010      | Golden House         | Oh Bok-kyu                     |       |        |
| 2011–2012 | Brain                | Lee Kang-hoon                  |       |        |
| 2013      | All About My Romance | Kim Soo-young                  |       |        |
| 2014      | Mr. Back             | Choi Go-bong / Choi Shin-hyung |       |        |
| 2016      | Pied Piper           | Joo Sung-chan                  |       |        |
| 2018–2019 | Less Than Evil       | Woo Tae-seok                   |       |        |
| 2020      | Soul Mechanic        | Lee Shi-joon                   |       |        |
| 2021      | Beyond Evil          | Lee Dong-sik                   |       |        |
| 2023      | Evilive              | Han Dong-soo                   |       | [ 52 ] |
| 2024      | The Auditors         | Shin Cha-il                    |       | [ 53 ] |

### Webséries
| Ano  | Título  | Papel     | Notas | Ref.   |
| ---- | ------- | --------- | ----- | ------ |
| 2022 | Yonder  | Jae-hyun  |       | [ 54 ] |
| 2022 | Unicorn | CEO Steve |       | [ 55 ] |

### Participações em vídeos musicais
| Ano  | Título                         | Artista           | Notas |
| ---- | ------------------------------ | ----------------- | ----- |
| 2000 | "I Love You" com Cha Seung-won | Position (포지션) |       |
| 2004 | "Hwi-li-li"                    | Lee Soo-young     |       |
| 2004 | "Andante"                      | Lee Soo-young     |       |
| 2010 | "Just Laugh"                   | Zia               |       |

## Teatro
| Ano  | Título                                                            | Papel                                                | Ref.          |
| ---- | ----------------------------------------------------------------- | ---------------------------------------------------- | ------------- |
| 1993 | Dropping a bomb                                                   |                                                      |               |
| 1997 | Taxi Driver - Where are you going?                                | Passageiro um, passageiro bêbado, estudante grevista | [ 56 ]        |
| 1997 | (21st) Seoul Theater Festival: Taxi Driver - Where are you going? | Passageiro um, passageiro bêbado, estudante grevista | [ 57 ]        |
| 1998 | Magic Time                                                        | Ha-kyun                                              |               |
| 1999 | Heotang                                                           | Yoo Dal-soo                                          | [ 58 ]        |
| 2000 | Leave When They're Applauding                                     | O mensageiro                                         | [ 59 ]        |
| 2002 | Welcome to Dongmakgol                                             | Pyo Hyun-chul                                        | [ 60 ] [ 61 ] |

## Discografia
| Ano  | Título             | Artista                               | Música                                     | Álbum                |
| ---- | ------------------ | ------------------------------------- | ------------------------------------------ | -------------------- |
| 2004 | "Brother's Letter" | - Shin Ha-kyun - Won Bin              | Don Spike                                  | OST My Brother       |
| 2005 | "Interogation"     | - Shin Ha-kyun - Cha Seung-won        | Han Jae-kwon                               | OST Murder, Take One |
| 2019 | "Happy"            | - Shin Ha-kyun - Lee Kwang-soo - Esom | - Versão coreana: - Música original: Mocca | OST Inseparable Bros |
| 2020 | "Sigh"             | - Shin Ha-kyun - BIG Naughty          | - Shin Ha-kyun - BIG Naughty               | OST Soul Mechanic    |

## Prêmios e indicações
| Ano  | Cerimônia de premiação                        | Categoria                                                   | Indicado(s)/Trabalho(s) | Resultado |
| ---- | --------------------------------------------- | ----------------------------------------------------------- | ----------------------- | --------- |
| 2000 | 3º Director's Cut Awards                      | Melhor Ator Revelação                                       | Joint Security Area     | Venceu    |
| 2000 | 8º Chunsa Film Art Awards                     | Melhor Ator Coadjuvante                                     | Joint Security Area     | Venceu    |
| 2000 | 21º Blue Dragon Film Awards                   | Melhor Ator Coadjuvante                                     | Joint Security Area     | Venceu    |
| 2001 | 38º Grand Bell Awards                         | Melhor Ator Coadjuvante                                     | Joint Security Area     | Indicado  |
| 2001 | 22º Blue Dragon Film Awards                   | Melhor Ator Coadjuvante                                     | Guns & Talks            | Indicado  |
| 2001 | 16º Golden Disk Awards                        | Prêmio de Vídeo Musical Popular                             | Position – I Love You   | Venceu    |
| 2003 | 4º Busan Film Critics Awards                  | Melhor Ator                                                 | Save the Green Planet!  | Venceu    |
| 2003 | 2º Korean Film Awards                         | Melhor Ator                                                 | Save the Green Planet!  | Indicado  |
| 2009 | 30º Blue Dragon Film Awards                   | Melhor Ator Coadjuvante                                     | Thirst                  | Indicado  |
| 2011 | KBS Drama Awards                              | Grande Prêmio (Daesang)                                     | Brain                   | Venceu    |
| 2011 | KBS Drama Awards                              | Prêmio de Alta Excelência, Ator                             | Brain                   | Indicado  |
| 2011 | KBS Drama Awards                              | Prêmio de Excelência, Ator em Minissérie                    | Brain                   | Indicado  |
| 2011 | KBS Drama Awards                              | Prêmio do Internauta, Ator                                  | Brain                   | Venceu    |
| 2011 | KBS Drama Awards                              | Prêmio de Melhor Casal (com Choi Jung-won)                  | Brain                   | Venceu    |
| 2012 | 48º Baeksang Arts Awards                      | Melhor Ator (TV)                                            | Brain                   | Indicado  |
| 2012 | 7º Seoul International Drama Awards           | Melhor Ator                                                 | Brain                   | Indicado  |
| 2012 | 24º Korean PD Awards                          | Melhor Ator                                                 | Brain                   | Venceu    |
| 2012 | 1º K-Drama Star Awards                        | Prêmio de Alta Excelência, Ator                             | Brain                   | Indicado  |
| 2013 | SBS Drama Awards                              | Prêmio de Excelência, Ator em Minissérie                    | All About My Romance    | Indicado  |
| 2014 | MBC Drama Awards                              | Prêmio de Excelência, Ator em Minissérie                    | Mr. Back                | Indicado  |
| 2014 | MBC Drama Awards                              | Prêmio de Popularidade, Ator                                | Mr. Back                | Venceu    |
| 2018 | MBC Drama Awards                              | Grande Prêmio (Daesang)                                     | Less Than Evil          | Indicado  |
| 2018 | MBC Drama Awards                              | Prêmio de Alta Excelência, Ator em Drama de Segunda a Terça | Less Than Evil          | Venceu    |
| 2018 | MBC Drama Awards                              | In Awe Award                                                | Less Than Evil          | Venceu    |
| 2019 | 39º Korean Association of Film Critics Awards | Melhor Ator                                                 | Inseparable Bros        | Venceu    |
| 2020 | 34º KBS Drama Awards                          | Prêmio de Alta Excelência, Ator                             | Soul Mechanic           | Indicado  |
| 2020 | 34º KBS Drama Awards                          | Prêmio de Excelência, Ator em Minissérie                    | Soul Mechanic           | Indicado  |
| 2021 | 57º Baeksang Arts Awards                      | Melhor Ator (TV)                                            | Beyond Evil             | Venceu    |

### Honras de estado
| País ou organização          | Ano  | Honras ou prêmios                                          | Ref. |
| ---------------------------- | ---- | ---------------------------------------------------------- | ---- |
| Serviço Nacional de Impostos | 2007 | 41º Dia do Contribuinte — Comenda de Contribuinte Exemplar |      |